# Палаццо Джустиниан
Не путать с Палаццо Джустиниан-Лолин
Палаццо Джустиниан (итал. Il Palazzo Giustinian) — дворец в Венеции на Гранд-канале, расположенный в сестиере — историческом районе Дорсодуро рядом с Ка-Фоскари. Построен в XV веке в стиле поздней венецианской готики.

## История

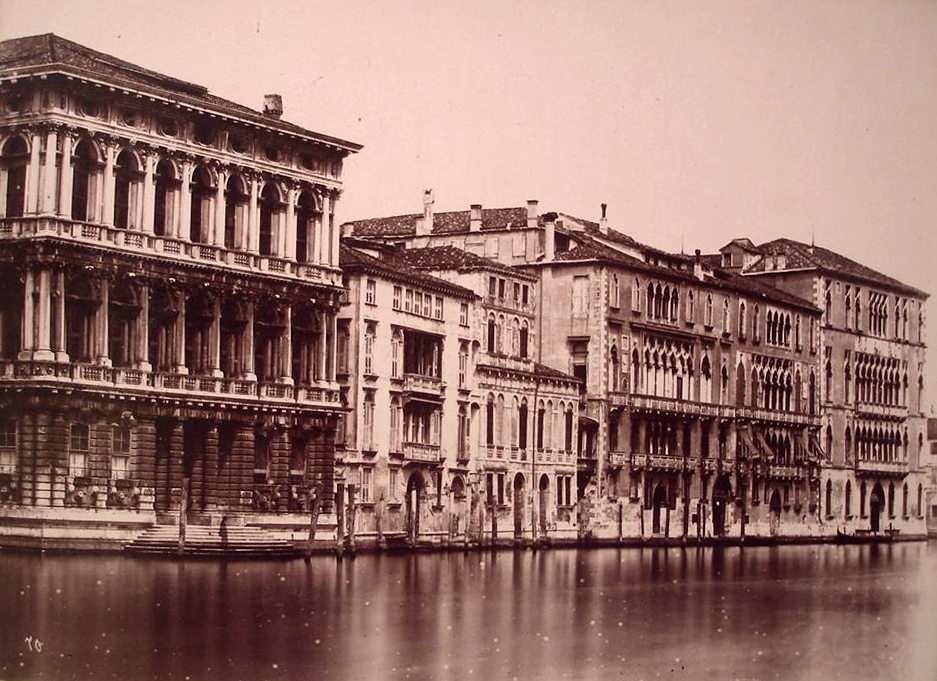
Большой канал в Венеции (Ка-Реццонико, Палаццо Джустиниан, Ка-Фоскари). Фотография К. Найя. 1860-е гг.

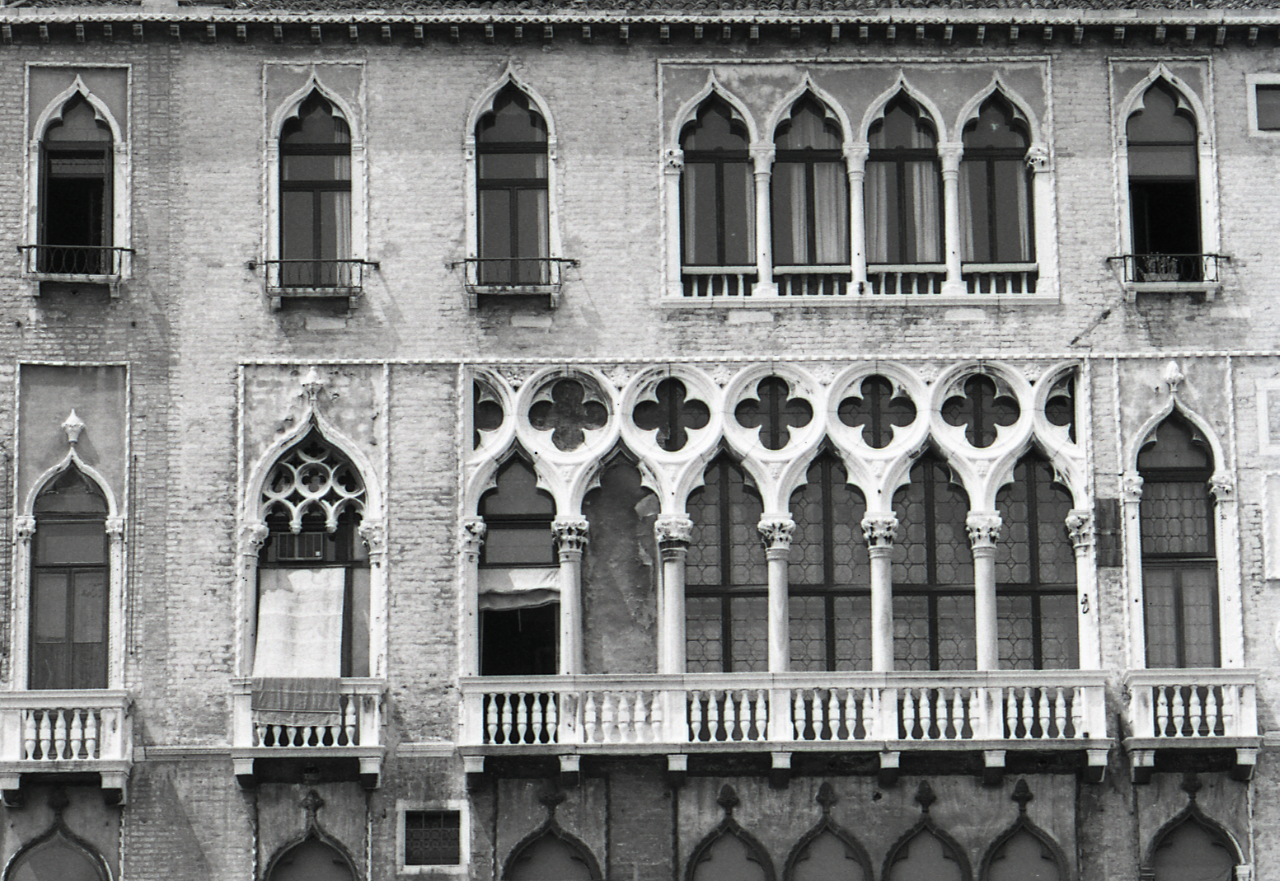
Палаццо Джустиниан. Деталь фасада. Фотография П. Монти. 1969

Два здания, соединённых в одно Палаццо Джустиниан, построены около 1452 года. Личность архитектора достоверно не известна, но с большой вероятностью им был Бартоломео Бон при участии Джованни Бона. Первоначально состоял дворец из двух отдельных частей, которые позднее были объединены с помощью центральной секции фасада. В настоящее время одна половина дворца, называемая Ка-Джустиниан деи Вескови (Ca' Giustinian dei Vescovi) принадлежит университету Ка-Фоскари, а вторая половина, называемая Ка-Джустиниан делла Дзоджие (вен Ca' Giustinian dalle Zogie — «Дворец Джустиниан радости») принадлежала знатной фриульской семье Брандолини Д’Адда и находится в частной собственности.
В разное время во дворце проживали такие именитые личности, как композитор Рихард Вагнер, который написал в этих стенах в 1858—1859 годах вторую часть оперы «Тристан и Изольда». Он пробыл во дворце семь месяцев: это было первое из его венецианских путешествий. Здесь жила вторая жена Наполеона Бонапарта Мария-Луиза Австрийская, герцогиня Пармская.
C 1824 года в палаццо жил живописец, мастер портретного жанра Натале Скьявони, который собрал во дворце ценную коллекцию произведений искусства. В этот период со стороны заднего фасада дворец обогатился густой искусственной рощей, одной из самых больших в Венеции.
Ещё одним выдающимся гостем здания был американский писатель Уильям Дин Хауэллс, который был консулом в Венеции с 1861 по 1865 год. В 1866 году он опубликовал книгу воспоминаний «Венецианская жизнь». С 1925 по 1935 год в Палаццо Джустиниан жил венгерский скрипач и композитор Франц фон Вечей, который вспоминал как гондольеры доставляли путешественников под его окна, чтобы те могли послушать игру скрипача.

## Архитектура
Палаццо Джустиниан является памятником архитектуры, одним из последних в стиле своеобразной венецианской готики. Его фасад имеет много общих декоративных элементов с расположенным рядом Ка-Фоскари. Композиция фасада почти полностью симметрична относительно центральной оси, кажется, была создана с целью придания архитектурной целостности зданию, которое до сих пор воспринимается как соединение двух построек.
На первом этаже находятся три входных портала. Готические стрельчатые окна в верхней части образуют характерные трифолии (арки в виде трилистников), а окна третьего парадного этажа (piano nobile) к тому-же увенчаны розетками-квадрифолиями (четырёхлистниками).
Капители украшены головами херувимов, а углы здания с лёгким рустом создают своеобразную рамочную композицию. Дворец имеет два внутренних двора, две лестницы и два входа. Во дворах есть зубчатые стены, имитирующие средневековые.